# Pararaton
Le Pararaton ou Livre des rois est un manuscrit de 32 pages folio (1 126 lignes), en langue kawi, ou « vieux-javanais » et en « moyen-javanais », qui raconte l'histoire des rois de  Singasari et Majapahit de Java oriental.

## Contenu
Près de la moitié du texte raconte la vie de Ken Arok, le fondateur de Singasari, avant son accession au trône en 1222. On estime que cette partie relève plutôt de la mythologie. Suit un certain nombre de récits plus courts, dans un ordre chronologique, d'événements souvent datés. À la fin, ces récits se mêlent à des éléments sur la généalogie des membres de la famille royale de Majapahit.
Le Pararaton parle également de Gajah Mada, mahapatih (premier ministre) de Majapahit. Le texte dit notamment à son sujet :
« Sira Gajah Mada pepatih amungkubumi tan ayun amukita palapa, sira Gajah Mada : Lamun huwus kalah nusantara ingsun amukti palapa, lamun kalah ring Gurun, ring Seram, Tanjungpura, ring Haru, ring Pahang, Dompo, ring Bali, Sunda, Palembang, Tumasik, samana ingsun amukti palapa »
« Gajah Mada, le premier ministre, dit qu'il ne goûtera aucune épice. Gajah Mada dit : Tant que je n'aurai pas unifié les îles de l'extérieur, je ne goûterai aucune épice (palapa). Avant que je ne conquière Gurun, Seram, Tanjungpura, Haru, Pahang, Dompo, Bali, Sunda, Palembang, Tumasik, je ne goûterai jamais aucune épice. »
Ce passage est aujourd'hui appelé « serment du palapa. » Il mentionne le nom de Nusantara, « les îles de l'extérieur » (sous-entendu par rapport à Java), que les Indonésiens ont adopté pour désigner l'archipel indonésien. Il cite également des toponymes dont beaucoup sont encore employés : Céram (une île des Moluques), Tanjungpura (à Kalimantan), les îles Aru, Pahang (un État de Malaisie), Dompu (à Sumbawa), Bali, Sunda (ouest de Java), Palembang (dans le sud de Sumatra). Quant à Tumasik ou Temasek, il est l'ancien nom de Singapour.

## Histoire
Le plus vieux des colophons du manuscrit porte la date de 1522 de l'ère Saka, soit 1600 apr. J.-C. La dernière partie du texte a donc dû être écrite entre 1481 et 1600, peut-être plus près de la première date que de la dernière.
C. C. Berg estime que l'histoire du Pararaton est de nature surnaturelle. Toutefois, la majorité des chercheurs admettent une certaine historicité au texte, remarquant de nombreuses concordances avec des inscriptions javanaises et des sources chinoises.

## Dans la culture contemporaine

### Jeu vidéo
- La campagne malaise d'Age of Empires II: DE est une adaptation libre du Pararaton.